# Pristimantis albertus
Espèce
Statut de conservation UICN

 VU  : Vulnérable
Pristimantis albertus est une espèce d'amphibiens de la famille des Craugastoridae.

## Répartition
Cette espèce est endémique de la province d'Oxapampa dans la région de Pasco au Pérou. Elle se rencontre à environ 1 970 m d'altitude dans la cordillère Yanachaga.

## Description
Les femelles mesurent de 19,7 à 20,7 mm.

## Publication originale
- Duellman & Hedges, 2007 : Three new species of Pristimantis (Lissamphibia, Anura) from montane forests of the Cordillera Yanachaga in central Peru. Phyllomedusa, vol. 6, no 2, p. 119-135 (texte intégral).